# Helicopsis dejecta
Helicopsis dejecta is een slakkensoort uit de familie van de Hygromiidae. De wetenschappelijke naam van de soort is voor het eerst geldig gepubliceerd in 1832 door Jan.